# Isopterygium phlyctitheca
Isopterygium phlyctitheca är en bladmossart som beskrevs av Potier de la Varde 1940. Isopterygium phlyctitheca ingår i släktet Isopterygium och familjen Hypnaceae. Inga underarter finns listade i Catalogue of Life.